# Kanton Salbris
Kanton Salbris (francouzsky Canton de Salbris) je francouzský kanton v departementu Loir-et-Cher v regionu Centre-Val de Loire. Tvoří ho devět obcí.

## Obce kantonu
- La Ferté-Imbault
- Marcilly-en-Gault
- Orçay
- Pierrefitte-sur-Sauldre
- Saint-Viâtre
- Salbris
- Selles-Saint-Denis
- Souesmes
- Theillay